# Mittelmühle Büren

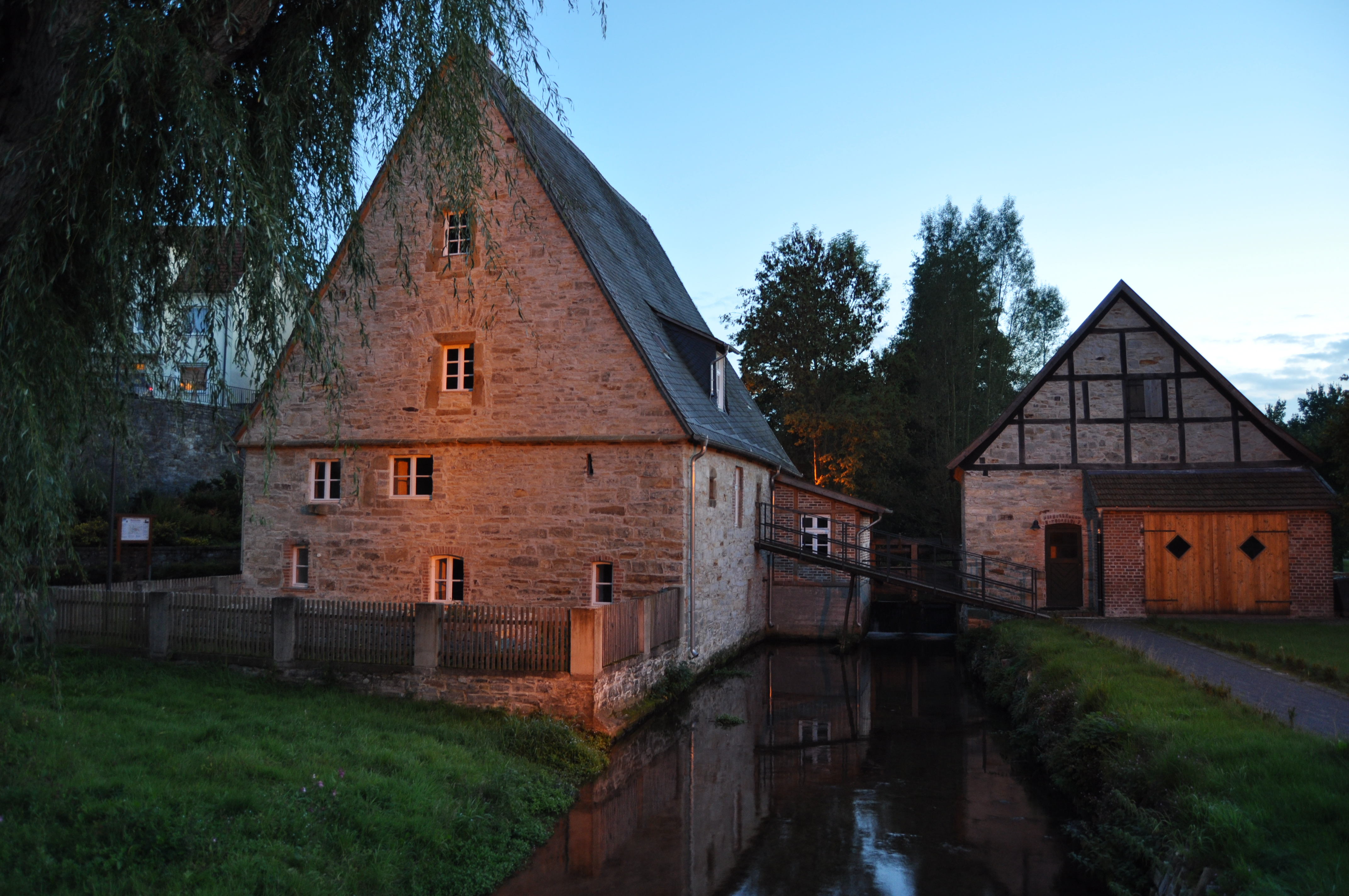
Mittelmühle (links) und Bohrmühle

Die Mittelmühle ist eine alte Farbmühle im Almetal und eine von zwei alten Mühlen in Büren in Westfalen. Sie ist eine der wenigen erhaltenen Farbmühlen im norddeutschen Raum. In den Jahren 2007 bis 2008 wurde die Mühle zu einem Mühlenmuseum (Erlebnismühle) umgebaut. Auch die am Mühlengraben gegenüberliegende Bohrmühle wurde instand gesetzt und ist im Rahmen von Führungen zu besichtigen.

## Geschichte

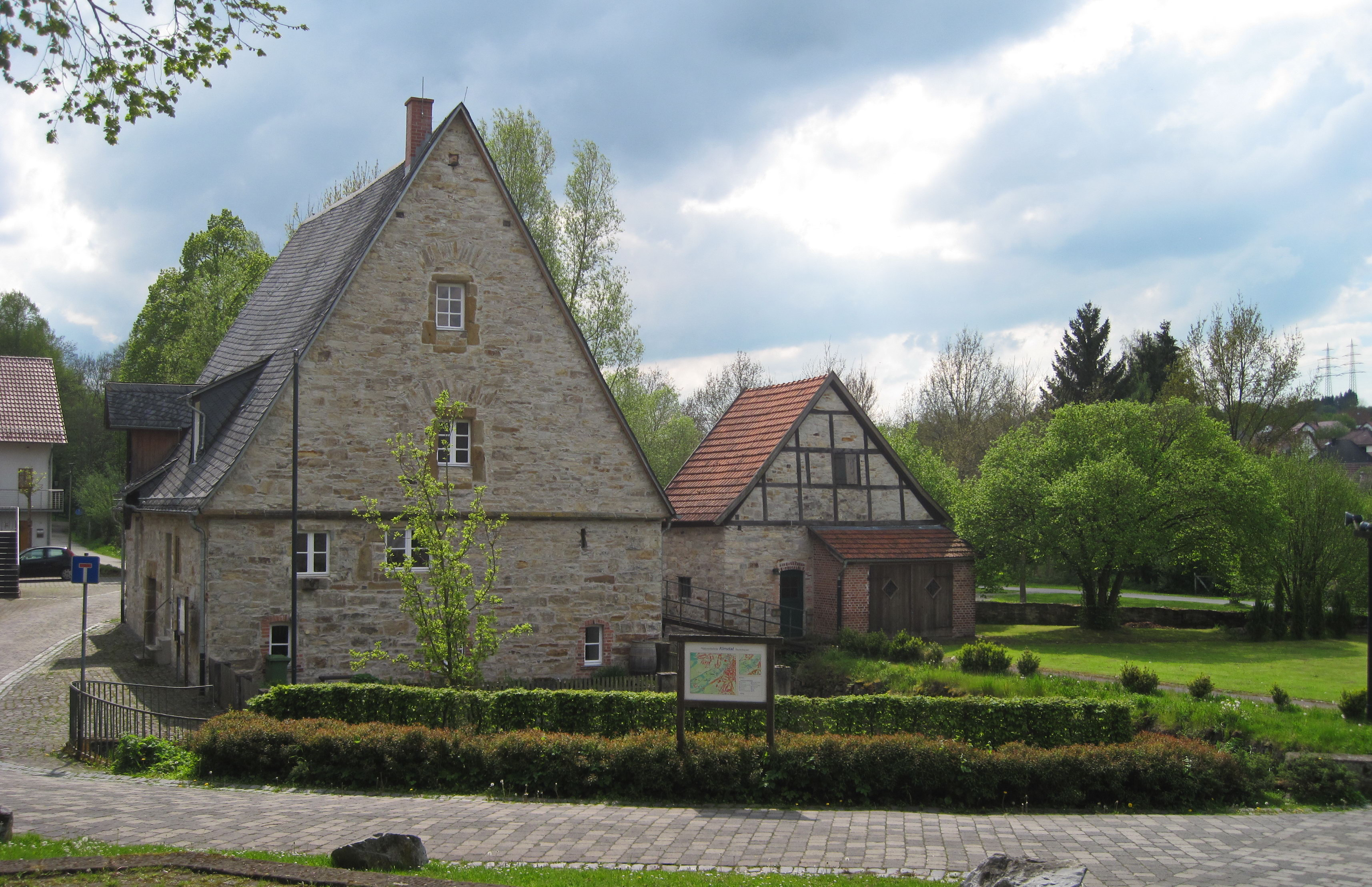
Mittelmühle (links) mit Bohrmühle2017

Die erste Erwähnung der Mittelmühle geht zurück auf das Jahr 1335, damals wurde sie im Burgfriedensvertrag erwähnt. Errichtet wurde sie auf Veranlassung der Edelherren von Büren. Der noch heute stehende Teil des Mühlengebäudes wurde 1532 errichtet. Sie befand sich gerade außerhalb der Bürener Stadtbefestigung, an der sogenannten „Mühlenpforte“. Im Jahre 1662 ging sie durch Erbrechte in den Besitz der Jesuiten über. Nach der Aufhebung des Jesuitenordens ging sie circa 1830 in den Besitz des Haus Büren’scher Fonds über. Die Mühle wurde von einem Wasserrad angetrieben. In der Mühle wurden drei Mahlgänge vorgehalten. Bis Anfang des 20. Jahrhunderts als Getreidemühle genutzt, wurden dort von 1928 bis in das Jahr 1966 Kalkspat und andere Gesteinsarten zu Farbzusätzen zermahlen. Nach dem Tod des letzten Müllers verfiel die Mühle. Im Jahr 2006 wurde sie von der Stadt Büren gekauft. Danach wurde im Jahr 2007 mit der Restaurierung der Mühle begonnen. Seit 2009 wird die Mühle vom Heimatverein Büren als Museum betrieben und kann im Rahmen von Führungen besichtigt werden.
Seit dem Jahr 1754 befindet sich am gegenüberliegenden Ufer des Mühlbachs die Bohrmühle, in der die Holzleitungen für die städtische Wasserleitung gebohrt wurden. Diese dient dazu, das Wasser von den städtischen Quellen im „Piepenbusch“ zu verschiedenen Kumpen (u. a. zum Kump am Marktplatz) zu führen. Diese Mühle wurde von ihrem ursprünglichen Standort im Aftetal dorthin verlegt.